# استاد جولدن سبورن
ملعب جولدن سبورن (بالهولندية: Guldensporen Stadion) ملعب متعدد الاستخدامات يقع في مدينة كورتريك ببلجيكا. وهو الملعب الرئيسي لفريق كورتريك. 
وفي عام 2008 صعد نادي كورتريك إلى دوري الدرجة الأولى البلجيكي فزيدت الطاقة الاستيعابية للملعب من 6896 إلى 9399 مقعد.
وترجع تسمية الملعب بهذا الاسم إلى معركة الرماح الذهبية والتي حدثت قرب مدينة كورتريك يوم 11 يوليو عام 1302م.